# Código de la SOIUSA
Por Código de la SOIUSA se entiende la codificación utilizada por la Subdivisión Orográfica Internacional Unificada del Sistema Alpino (SOIUSA) para clasificar las diversas montañas del sistema alpino.

## Generalidad

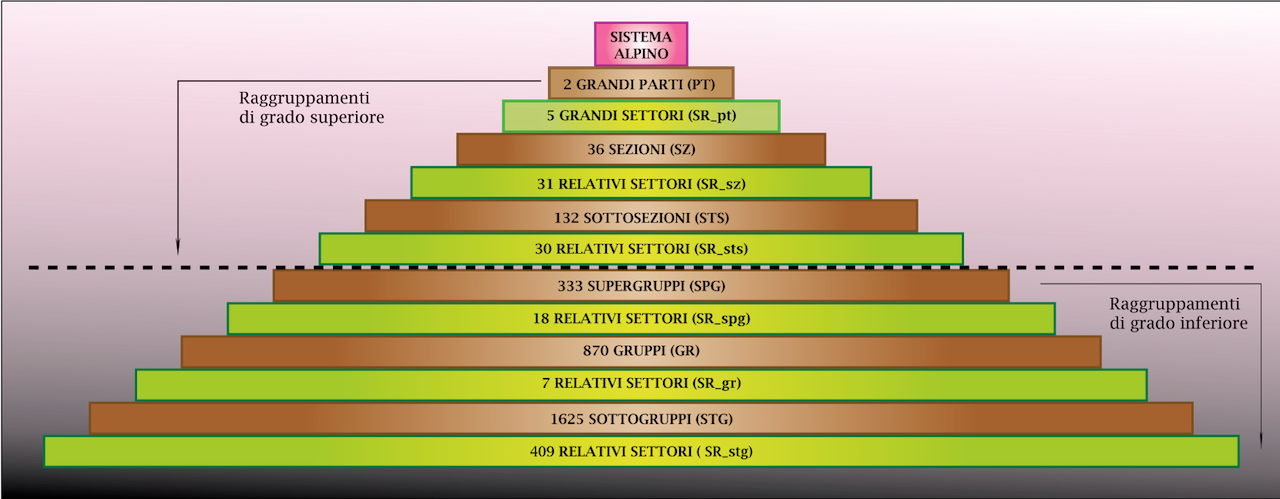
Pirámide SOIUSA, o las diversas subdivisiones de los Alpes según la SOIUSA.

La SOIUSA, superando la tradicional tripartición de los Alpes, ha adoptado la bipartición en Alpes occidentales y Alpes orientales.
Siempre según la SOIUSA las dos grandes áreas se subdividen, a su vez, en : 
- 5 grandes áreas (SR)
- 36 secciones (SZ)
- 132 subsecciones (STS)
- 333 supergrupos (SPG)
- 870 grupos (GR)
- 1625 subgrupos (STG).

Consiguientemente, a cada montaña del sistema alpino puede aplicarse una codificación que indica a qué parte, sector, sección, subsección, supergrupo, grupo y subgrupo a la que pertenece.

## Descripción del código
Para construir el código se parte de las siguientes convenciones:
- 2 grandes áreas:
  - Alpes occidentales indicados con el número romano I;
  - Alpes orientales indicados con el número romano II;
- 5 grandes sectores:
  - en los Alpes occidentales:
    - Alpes del sudoeste individualizados por la letra mayúscula A;
    - Alpes del noroeste individualizados por la letra mayúscula B;

  - en los Alpes orientales:
    - Alpes centrales del este individualizados por la letra mayúscula A;
    - Alpes del noreste individualizados por la letra mayúscula B;
    - Alpes del sudeste individualizados por la letra mayúscula C;
- 36 secciones identificadas con los números del 1 al 36, desde los Alpes ligures hasta los Prealpes Eslovenos;
- 132 subsecciones identificadas dentro de la sección alpina a la que pertenecen con los números romanos necesarios para contar todas las subsecciones;
- 333 supergrupos identificados en la subsección alpina a la que pertenecen con las letras mayúsculas necesarias para contar todos los supergrupos;
- 870 grupos identificados en la subsección alpina a la que pertenecen con los números arábigos necesarios para contar todos los grupos de la subsección;
- 1625 subgrupos idenficados en el grupo alpino al que pertenecen por las letras minúsculas necesarias para contar todos los subgrupos.

Con las convenciones así adoptadas y añadiendo los siguientes signos de puntuación (/; -; .; -; . y .) el código de una cima alpina será del tipo:
número romano (I o II) / letra mayúscula (A, B o C) - número de 1 a 36 . número romano - letra mayúscula . número arábigo . letra minúscula
En algunos casos casi podrá faltar la letra minúscula final porque no todos los grupos alpinos se subdividen a su vez en subgrupos. 

Otras veces (raramente) el subgrupo se subdivide a su vez en sectores; en estos casos a la letra minúscula principal sigue una barra y otra letra minúscula progresiva.

## Ejemplo del código
El código del Mont Blanc es la siguiente:  I/B-7.V-B.2.b
Viene detallada así:
- I: el Mont Blanc pertenece a los Alpes occidentales,
- B: el Mont Blanc pertenece a los Alpes del noroeste,
- 7: el Mont Blanc pertenece a los Alpes Grayos,
- V: el Mont Blanc pertenece a los Alpes del Mont Blanc (donde los Alpes del MontBlanc son la quinta sobre un total de seis subsecciones),
- B: el Mont Blanc pertenece al Macizo del Mont Blanc (donde el Macizo del Mont Blanc es el segundo supergrupo de un total de tres en los Alpes del Mont Blanc),
- 2: el Mont Blanc pertenece al Grupo del Mont Blanc (donde el Grupo del Mont Blanc es el segundo grupo de un total de ocho grupos en la subsección Alpes del Mont Blanc),
- b: el Mont Blanc pertenece al sottogruppo denominato Mont Blanc (donde el subgrupo Mont Blanc es el segundo subgrupo en el grupo del Mont Blanc).